# Paul Gehring
Paul Gehring (* 14. Juni 1890 in Stuttgart; † 26. August 1970 ebenda) war ein deutscher Bibliothekar und Wirtschaftshistoriker.

## Leben und Wirken
Gehring war ein Sohn des Depositenverwalters und Rechnungsrats Paul Gehring und dessen Frau Anna Luise, geb. Bacher. Nach dem Besuch des Eberhard-Ludwigs-Gymnasium in Stuttgart studierte er von 1909 bis 1914 Rechtswissenschaft sowie, Staats- und Wirtschaftswissenschaften an den Universitäten in Tübingen, Berlin und Leipzig. Seit 1909 war er Mitglied der Studentenverbindung Luginsland Tübingen. Am Ersten Weltkrieg nahm er als Offizier teil. Das Staatsexamen legte er 1917 ab, seine Promotion erfolgte 1920 an der Universität Tübingen. 1918 war er Justizreferendar am Amtsgericht Stuttgart, von 1919 bis 1930 war er als Bibliothekar an der Universitätsbibliothek Tübingen tätig, von 1930 bis 1933 an der Commerzbibliothek Hamburg. 1933 wurde er zum Leiter der Bibliothek der Technischen Hochschule Stuttgart berufen. Als Nachfolger von Georg Leyh und des kommissarischen UB-Direktors Wilhelm Hoffmann leitete Gehring von 1951 bis 1959 als Direktor die Universitätsbibliothek Tübingen. Ein wichtiger Schwerpunkt seiner beruflichen Tätigkeit in Tübingen war die Planung eines Erweiterungsbaus für die räumlich sehr beengte Universitätsbibliothek, der allerdings erst in der Amtszeit seines Nachfolgers Walther Gebhardt errichtet werden konnte.
Im Jahre 1941 berief ihn die Technische Hochschule Stuttgart zum Honorarprofessor für Literatur- und Wirtschaftsgeschichte der Technik, seit 1957 war er Honorarprofessor für wirtschaftliche Landeskunde an der Universität Tübingen.
Außerhalb seiner bibliothekarischen Tätigkeit legte Paul Gehring zahlreiche Veröffentlichungen vor allem zur württembergischen Wirtschaftsgeschichte vor und verfasste Lebensbilder und biographische Artikel für die „Schwäbischen Lebensbilder“ und die „Neue Deutsche Biographie“. 1969 erhielt er den Schillerpreis der Stadt Marbach am Neckar.
Gehring starb 1970 in seiner Heimatstadt Stuttgart und wurde auf dem dortigen Fangelsbachfriedhof beigesetzt.

## Schriften (Auswahl)
- Elterliche Personengewalt und Vertrag nach BGB, Ebering, Berlin 1920 (Rechtswissenschaftliche Studien, Band 9) (Dissertation).
- Prinz Ludwig von Württemberg, seine Bibliothek und ihre Teilung zwischen den Universitätsbibliotheken zu Halle und Tübingen. In: Zentralblatt für Bibliothekswesen, Jg. 41 (1924), S. 505–531 und 565–580.
- Das Stammbuch des Fechtmeisters Jacob vom Tübinger Collegium Illustre. In: Besondere Beilage des Staats-Anzeigers für Württemberg, Nr. 6, 20. Mai 1924, S. 111–116.
- Der Hexenprozeß und die Tübinger Juristenfakultät. Untersuchungen zur württembergischen Kriminalrechtspflege im 16. und 17. Jahrhundert. In: Zeitschrift für württembergische Landesgeschichte, Jg. 1 (1937), S. 157–188 und Jg. 2 (1938), S. 15–47.
- Die Anfänge des Zeitschriftenwesens in Württemberg. In: Württembergische Jahrbücher für Statistik und Landeskunde, Jg. 1938, S. 1–63.
- Pläne zu einer Württembergischen Gesellschaft der Wissenschaften unter Herzog Karl (1767–70). In: Hans Bihl (Hrsg.): Beiträge zur Geschichte, Literatur und Sprachkunde vornehmlich Württembergs: [Festgabe für Karl Bohnenberger, Tübingen; zum 75. Geburtstag, 26. August 1938], Mohr, Tübingen 1938, S. 92–106.
- Um die Weistümer. In: Zeitschrift der Savigny-Stiftung für Rechtsgeschichte. Germanistische Abteilung, Jg. 60 (1940), S. 261–279.
- Weistümer und schwäbische Dorfordnungen. In: Zeitschrift für württembergische Landesgeschichte, Jg. 4 (1940), S. 48–60.
- Nördliches Oberschwaben, Kohlhammer, Stuttgart 1941 (Württembergische ländliche Rechtsquellen, Teil 3).
- Von List bis Steinbeis. Aus der Frühzeit der württembergischen Industrialisierung. In: Zeitschrift für württembergische Landesgeschichte, Jg. 7 (1943), S. 406–444.
- Heilbronn auf dem Wege zur Industrie- und Handelsstadt von der Reichsstadt zur Stadt des Deutschen Reichs 1802–1871, Histor. Verein, Heilbronn 1949.
- Schwäbisch Hall und das Salz. Ein geschichtlicher Überblick über die Salzwirtschaft in Württemberg. In: Württembergisch Franken, N.F. 24/25 (1950), S. 154–179.
- Das Wirtschaftsleben in Württemberg unter König Wilhelm I. (1816–1864). In: Zeitschrift für württembergische Landesgeschichte, Jg. 9 (1950), S. 196–257.
- Vom Uracher Wirtschaftsleben und seiner geschichtlichen Entwicklung. In: Schwäbische Heimat, Jg. 2 (1951), S. 125–132.
- Johannes Bürk und Erhard Junghans. Ein Beitrag zur Frühgeschichte der schwäbischen Uhrenindustrie. In: Zeitschrift für württembergische Landesgeschichte, Jg. 15 (1955), S. 145–161.
- Die Geschichte der Bibliothek der Technischen Hochschule Stuttgart als Hochschulgeschichte. In: Manfred Koschlig (Hrsg.): Die Bibliothek der Technische Hochschule Stuttgart, Bibliothek der Techn. Hochsch., Stuttgart 1962, S. 82–233.
- Acht württembergische Gefolgsleute Friedrich Lists, Frankfurt 1819. Ein Beitrag zur Geschichte der württembergischen Textilindustrie. In: Berichte zur deutschen Landeskunde, Jg. 31 (1963), S. 318–338.
- Friedrich List. Jugend- und Reifejahre, 1789–1825, Mohr, Tübingen 1964.
- Friedrich List bei der Neuordnung der Reutlinger Stadtverwaltung (1816–1819). In: Reutlinger Geschichtsblätter, N.F. Band 1/6 (1967), S. 28–76.
- Neue Archivalien zu Lists Auswanderung. In: Mitteilungen der List-Gesellschaft, Band 7 (1967), S. 105–120.
- Professor Wucherer und seine Freiburger Polytechnische Schule von 1818. In: Zeitschrift für die Geschichte des Oberrheins, Jg. 116 (1968), S. 370–381.
- Friedrich List als Freimaurer. In: Reutlinger Geschichtsblätter, N.F. Band 17/19 (1979), S. 237–245.